# 布紋螺
布紋螺（学名：Colubraria fautomei）为布紋螺科布紋螺屬下的一个种。